# Виктор Акселсен
Виктор Акселсен (на датски: Viktor Axelsen) e датски бадминтонист. Той е двукратен олимпийски шампион (от Олимпийските игри в Париж и Токио), двукратен световен шампион и четирикратен европейски шампион.

## Биография
Роден е на 4 януари 1994 г. в Оденсе, Дания. Тренира бадминтон от шестгодишен. На 17-годишна възраст се присъединява към националния отбор по бадминтон.
Женен е и има две дъщери.